# Heinrich Schläppi
Pour les articles homonymes, voir Schläppi.
Heinrich Schläppi, né le 30 avril 1905 à Leysin et mort le 18 février 1958, est un bobeur suisse.

## Carrière
Heinrich Schläppi participe aux Jeux olympiques de 1924 à Chamonix et remporte le titre olympique en bob à quatre, avec Alfred Neveu, Eduard Scherrer et son frère Alfred Schläppi.

## Palmarès

### Jeux Olympiques
- : médaillé d'or en bob à 4 aux JO 1924.